# Força excessiva
Força excessiva (títol original: Excessive Force) és una pel·lícula d'acció estatunidenca de 1993. Va ser dirigida per Jon Hess i escrita, coproduïda i protagonitzada per Thomas Ian Griffith. Es va estrenar per New Line Cinema l'estiu de 1993. Tot i ser criticada i convertir-se en un fracàs a la taquilla, la pel·lícula va tenir una seqüela directament per vídeo, anomenada Excessive Force II: Force on Force (1995), que no té cap relació amb aquesta pel·lícula i no segueix la seva història. Està doblada al català.

## Argument
El detectiu de la policia de Chicago Terry McCain és despietadament eficient contra els delinqüents i, per tant, odiat per ells. Després d'un gran cop, els seus éssers estimats són atacats. En adonar-se que hi ha d'haver un còmplice dins de la policia, treballa d'encobert. A poc a poc es fa evident que s'enfronta a una conspiració de monstres, amb branques a tots els llocs de poder.

## Repartiment
- Thomas Ian Griffith com detectiu Terry McCain
- Charlotte Lewis com Anna Gilmour
- Lance Henriksen com capità Raymond Devlin
- James Earl Jones com Jake
- Tony Todd com detectiu Frankie Hawkins
- Tom Hodges com detectiu Dylan
- Danny Goldring com tinent Landry

## Taquilla
Força excessiva va recaptar només 1.152.117 dòlars a la taquilla i es va convertir en un fracàs. La pel·lícula es va estrenar el 14 de maig de 1993 a 501 cinemes, i va recaptar només 308.499 dòlars el cap de setmana d'estrena.

## Crítica
TV Guide va donar a la pel·lícula només una estrella de quatre i va declarar:
"En algun moment, Força excessiva, que fa honor al seu títol, podria haver estat imaginat com un thriller policial tens, misteriós i d'alta acció. El resultat final, però, mostra una violència implacable sobre la trama: colpejant els espectadors amb foc de metralladora, explosions de bombes i interminables batalles de kickboxing.
Joe Leydon de Variety va escriure:
"Tot i que New Line segueix els moviments amb una estrena regional irregular, Excessive Force sembla dirigida pel carril exprés a homevid, on pot trobar el favor dels aficionats a l'acció sense discriminació".